# Прапор Аджарії
Прапор Аджарії — стяг із семи горизонтальних, синіх та білих смуг, з національним прапором Грузії в крижі.
Темно-сині смуги символізують Чорне море, білі смуги символізують чистоту. Прапор був прийнятий 20 липня 2004 року Вищою Радою Аджарії.
В 2000—2004 роках урядом Аслана Абашидзе використовувався прапор, що представляв собою темно-синє полотнище із сімома семипроменевими зірками в крижі.

## Колишні прапори

Прапор Аджарії (2000–2004)
Прапор Демократичного союзу відродження
Прапор Аджарської АРСР